# Carl Reftelius
Carl Reftelius, död 1758, var en svensk konsulats- och legationssekreterare.
Reftelius var konsulatssekreterare under delar av 1700-talet vid beskickningen i Alger, i dåvarande Osmanska riket. Under denna tid författade Reftelius två historiska och politiska beskrivningar över Alger som senare gavs ut i Stockholm 1737 och 1739.
Reftelius var gift med Hedvig Emerentia Ström. I äktenskapet med Ström föddes dottern Julia Catharina, gift med David af Uhr.